# 成田サトコ
成田 サトコ（なりた さとこ、1981年 - ）は、日本の小説家。秋田県出身。岩手県在住。代表作に『らくだい魔女』シリーズがあり、『魔女っこフウカの家庭訪問』（刊行時、『らくだい魔女はプリンセス』に改題）で、第1回Dreamスマッシュ!大賞（ポプラ社）を受賞しデビューする 。

## 作品一覧

### らくだい魔女シリーズ
（イラスト：千野えなが）
- らくだい魔女はプリンセス
- らくだい魔女と闇の魔女
- らくだい魔女と王子の誓い
- らくだい魔女のドキドキおかしパーティ
- らくだい魔女とゆうれい島
- らくだい魔女と水の国の王女
- らくだい魔女と迷宮の宝石
- らくだい魔女とさいごの砦
- らくだい魔女と放課後の森
- らくだい魔女と冥界のゆびわ
- らくだい魔女と鏡の国の怪人
- らくだい魔女と魔界サーカス
- らくだい魔女と妖精の約束
- らくだい魔女とランドールの騎士
- らくだい魔女とはつこいの君
- らくだい魔女のデート大作戦
- らくだい魔女の出会いの物語（短編集）
- らくだい魔女と闇の宮殿

### 初恋ダイアリーシリーズ
- 初恋ダイアリー片思い編 宮下恵茉/成田サトコ/濱野京子【作】
- 初恋ダイアリー告白編 宮下恵茉/成田サトコ/濱野京子【作】
- 初恋ダイアリーデート編 宮下恵茉/成田サトコ/濱野京子【作】